# اختتامیه المپیک تابستانی ۲۰۱۶
مراسم اختتامیه بازی‌های المپیک تابستانی ۲۰۱۶  در ۲۱ اوت ۲۰۱۶ در ورزشگاه ماراکانا، ریو دو ژانیرو، برزیل برگزار شد.در این مراسم رئیس کمیته المپیک سخنرانی کرد و همچنین شهردار ریو پرچم المپیک را به شهرداری توکیو میزبان المپیک ۲۰۲۰ واگذار کرد.

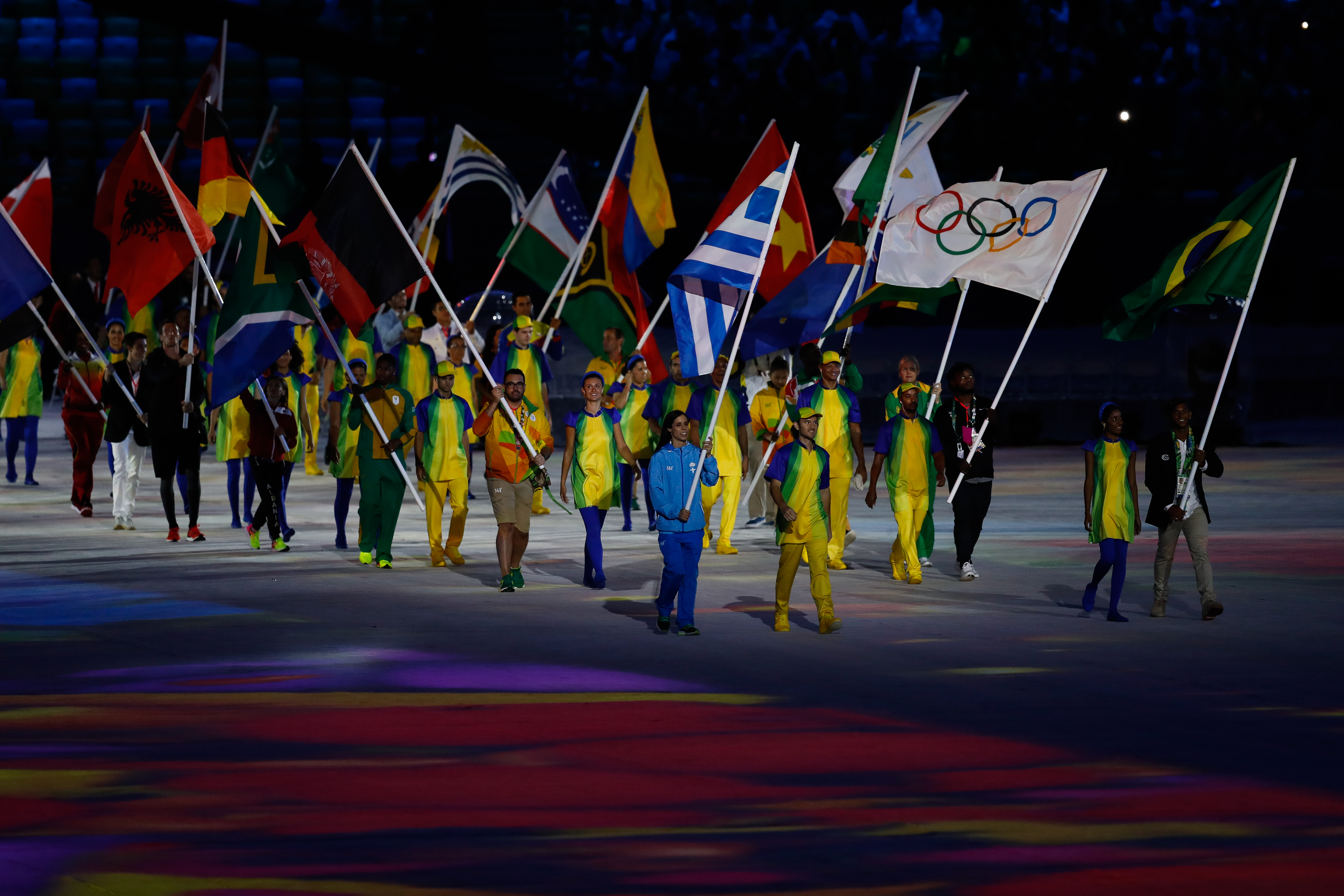
رژه کشورها

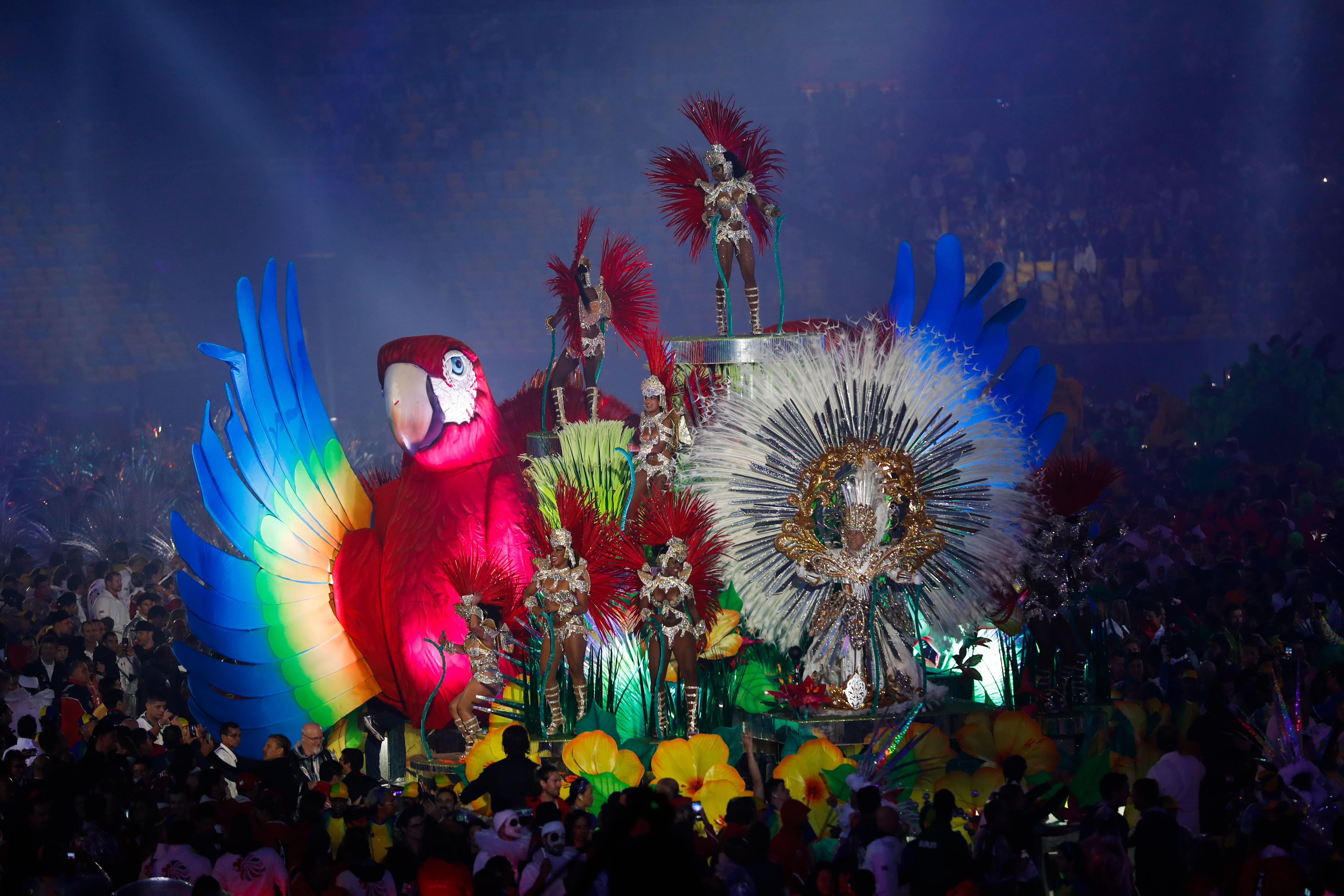
قسمتی از مراسم

## مراسم پایانی
مراسم اختتامیه المپیک ۲۰۱۶ در میان باران گاه شلاقی در شهر ریو دو ژانیروی برزیل برگزار شد. در مراحل پایانی این مراسم فرماندار توکیو، میزبان بعدی این مسابقات، پرچم المپیک را تحویل گرفت و نخست وزیر ژاپن هم در حرکتی نمایشی در میان رقص نور با کلاه ماریو ظاهر شد.

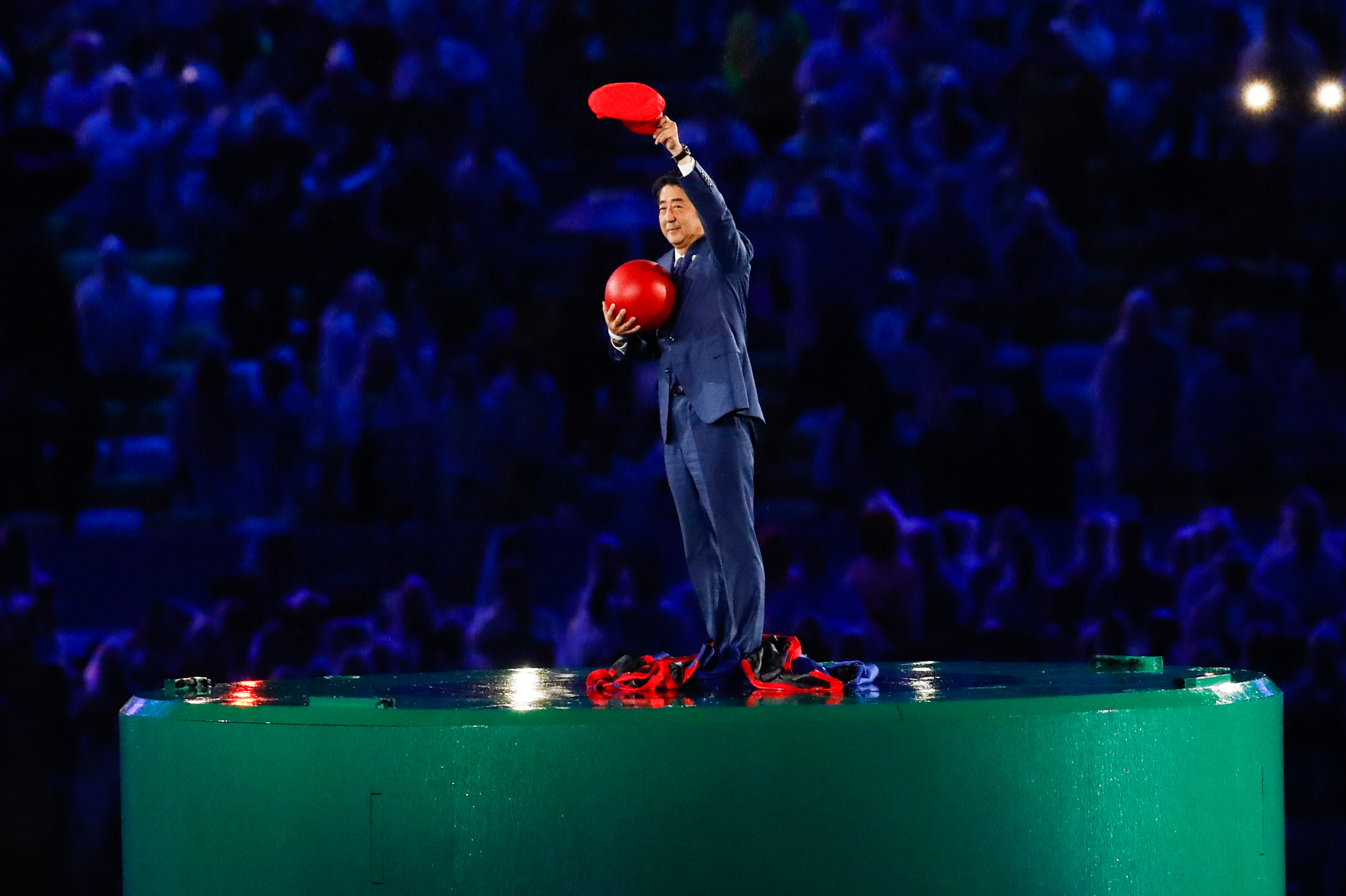
نخست وزیر ژاپن شینزو آبه

کارلوس آرتور نوزمان رئیس کمیته سازمان دهنده ریو ۲۰۱۶ در پایان این مراسم گفت:‌ ما مهم‌ترین رویداد جهان را ترتیب دادیم. این یک مکان جادویی است. چالش بزرگی بود، اما با موفقیتی بزرگ تمام شد. من به ریو، کشورم و مردمم افتخار می کنم. همه برزیلی‌ها قهرمان المپیک هستند. ما با هم جشن می گیریم. شما مدال طلای همه مردم کره زمین هستید. ما المپیکی شگفت انگیز را در شهری شگفت انگیز برگزار کردیم. وقتی ریو برنده رقابت برای میزبانی شد من گفتم ریو آماده است تاریخ بسازد. ریو حالا چنین کرده. برای توکیوی ۲۰۲۰ آرزوی موفقیت می کنیم.
توماس باخ رئیس کمیته بین‌المللی المپیک هم با تبریک به برزیلی‌ها گفت: همه ما برزیل را دوست داریم. به خاطر این پذیرایی گرم از شما سپاسگزاریم. در ۱۶ روز گذشته برزیل با همبستگی اش سرمنشا الهام برای جهان بود. دلایل زیادی برای سربلندی دارید. این بازی‌های المپیک نشان داد که تکثر همه را غنی تر می‌کند. این بازی‌ها بزرگداشت تنوع و تکثر بود. این بازی‌هایی حیرت انگیز در شهری حیرت انگیز بود. این بازی‌ها میراثی برای نسل‌های آینده خواهد بود.